# Tessmannianthus cenepensis
Tessmannianthus cenepensis är en tvåhjärtbladig växtart som beskrevs av John Julius Wurdack. Tessmannianthus cenepensis ingår i släktet Tessmannianthus och familjen Melastomataceae. Inga underarter finns listade i Catalogue of Life.